# Cromer
Pour les articles homonymes, voir Cromer (homonymie).
Cromer [ˈkrəʊmə] est un village côtier du comté de Norfolk en Angleterre, situé à 37 kilomètres au nord du chef-lieu de Norwich et à 6,5 kilomètres à l'est de Sheringham. D'après le recensement de 2001, il y avait 7 749 habitants pour 3 671 ménages. 

## Histoire
La localité est absente du recensement Domesday Book réalisé pour Guillaume le Conquérant en 1086, où l'on mentionne pourtant les villages de Shipden-juxta-mere et Shipden-juxta-Felbrigg; ce dernier serait vraisemblablement le village actuel.
Cromer devient un lieu de villégiature au début du XIXe siècle lorsque quelques riches familles banquières de Norwich en font leurs résidences d'été. Parmi les visiteurs, le roi Edward VII y joue au golf. En 1883, le journaliste londonien Clement Scott vient à Cromer et commence à écrire à propos de l'endroit; il nomme l'étendue de la côte « Poppyland » (coquelicot-land) en référence aux nombres coquelicot qui poussent toujours sur le côte des routes. 

## Crabe de Cromer

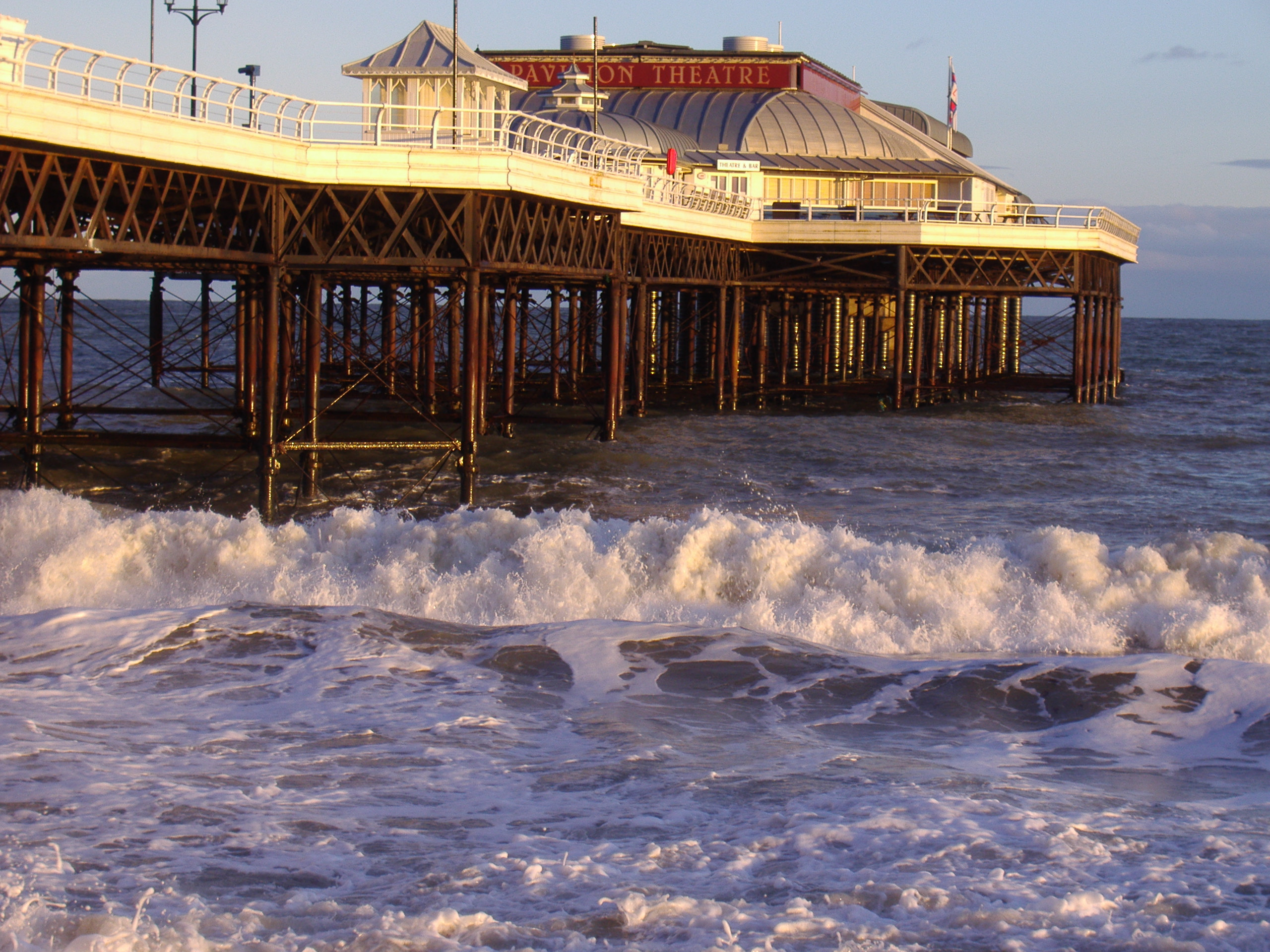
Plage de Cromer et sa jetée

La ville était, et reste fameuse, pour son crabe qui est la source principale de revenus pour les pêcheurs. La ville est passée d'un petit port de pêche à une véritable industrie tournant toute l'année, avec des crabes et homards en été, du hareng en automne et de la morue en hiver, quand les conditions météorologiques le permettent. La pêche a évolué ces 30 dernières années et se concentre maintenant surtout sur le crabe et les homards. Quatre commerces en ville continuent de vendre du crabe frais pour peu que les bateaux de pêche peuvent aller en mer.

## Sites touristiques

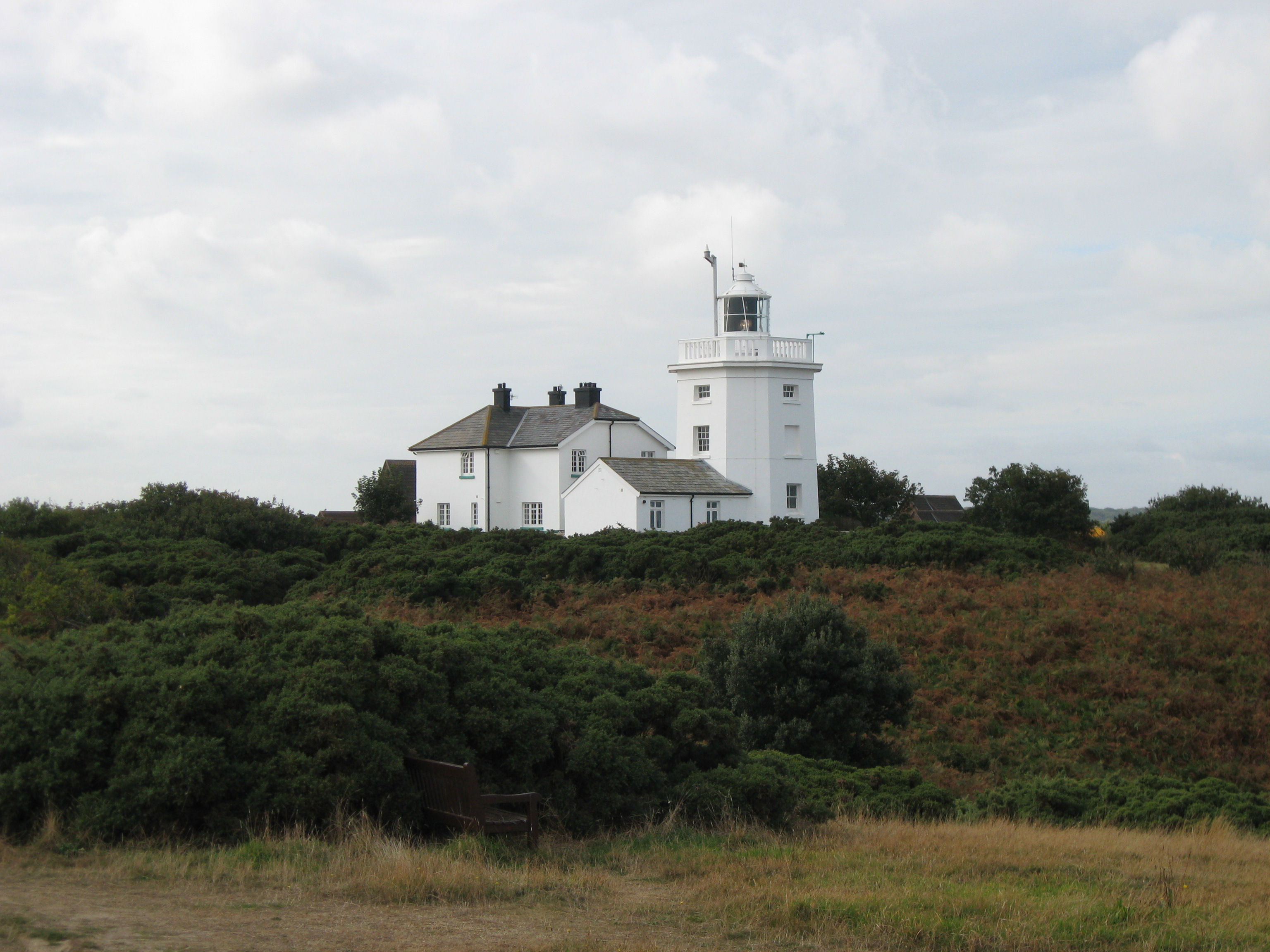
Phare de Cromer

La plage de Cromer et sa jetée, sur laquelle on trouve des bars et la salle des fêtes. Des animations y prennent place en été. On y trouve aussi un phare construit en 1833.